# GBU-39
GBU-39 (англ. Guided Bomb Unit), SDB (англ. Small Diameter Bomb), GLSDB — американская управляемая высокоточная авиабомба. За счет меньшей массы с более высокой точностью попадания позволяет увеличить числа целей, поражаемых за один самолёто-вылет. Находится на вооружении ВВС США с сентября 2006 года.
Конструкция имеет раскладывающиеся в воздухе крылья, что существенно увеличивает дальность поражения — бомба способна планировать. Начальная горизонтальная скорость GBU-39 равна скорости самолёта в момент отделения бомбы от самолёта. Таким образом, высокоскоростной самолёт способен направить эту планирующую бомбу к цели со скоростью более 2000 км/час (то есть со сверхзвуковой скоростью — М>2).
Бомба GBU-39 может использоваться с самолётов F-22 Raptor, F-15E Strike Eagle, Panavia Tornado, JAS-39 Gripen и Lockheed AC-130W.
Ведутся или планируются работы по обеспечению возможности её применения с F-16 Fighting Falcon, F-35 Lightning II, A-10 Thunderbolt II, B-1 Lancer, B-2 Spirit, B-52 Stratofortress и МиГ-29.
Возможно, что способность использовать эту бомбу также получат ударные БПЛА США.
При снаряжении бомбами GBU-39 самолёта перед вылетом к его стандартному балочному держателю BRU-61/A, рассчитанному на двухтысячефунтовую бомбу, подвешивается четыре SDB.
Боевая часть GBU-39 способна пробить 90 см железобетона, а система подрыва позволяет лётчику перед запуском также выбирать воздушный подрыв и задержку подрыва после попадания.
Помимо точности, основное преимущество GBU-39 — малозаметность: при длине 1,8 м и диаметре корпуса 0,19 м бомба имеет ЭПР около 0,015 м2, что затрудняет отражение массированного удара такими средствами при помощи ЗРК.

## История и варианты
Компании «Боинг» и Локхид-Мартин получили контракт на разработку высокоточной бомбы малого диаметра в октябре 2001 года.
В 2002 году первый заместитель министра ВВС США по закупкам Дарлин Друин исключила из списка требований к разрабатываемой системе возможность поражения движущихся целей, что повышало шансы компании «Боинг» выиграть конкурс. Несмотря на то, что Друин позднее решением суда получила тюремный срок за эти и аналогичные действия в интересах корпорации, «Боинг» была объявлена победителем конкурса. Стоимость одной бомбы составляла 70 тысяч долларов США.
В сентябре 2005 начались первые испытания, а в октябре 2006 бомба GBU-39 была объявлена готовой к боевому применению с самолёта F-15E. Первое боевое применение произошло в том же месяце в Ираке.
В сентябре 2006 года «Боинг» получила контракт на создание модификации SDB с минимальным сопутствующим ущербом, SDB FLM (англ. Focused Lethality Munition). В ней вместо корпуса из стали используется облегчённый композиционный материал (углепластик), что позволило уменьшить число опасных осколков, также применена боевая часть направленного действия на базе взрывчатого вещества с наполнителем из тяжелого инертного металла (например, вольфрама). Заявляется, что бомбу станет возможно использовать для непосредственной поддержки во время боёв в городской среде, благодаря снижению радиуса поражения.
В августе 2010 года ВВС США выбрали, в рамках дальнейшего развития программы, — Small Diameter Bomb II — предложенный компанией Raytheon вариант GBU-53/B. Новая версия бомбы получила новую трёхдиапазонную ГСН, сочетающую инерциальное наведение с использованием GPS, инфракрасное и активное радарное самонаведение, что позволяет преодолевать зоны, где подавляются сигналы от спутников. В 2014 году начата работа над версией SDB, наводящейся на источник помех для системы GPS.
В мае 2015 SDB II поставлена на вооружение для использования с самолётов F-15E.
Компании Boeing и Saab Group создали на базе GBU-39 и ракетного двигателя от реактивного снаряда M26 бомбу малого диаметра наземного базирования (англ: Ground Launched Small Diameter Bomb (GLSDB)). GLSDB запускается из наземных ракетных комплексов типа РСЗО M270 и M142 HIMARS.
Украина использует GBU-39 против оккупационних войск рф подвешивая их на МиГ-29.

## Закупки
К февралю 2008 года в войска США поставлена тысячная бомба SDB и пятидесятая SDB FLM. В сентябре того же года Израиль получил разрешение Конгресса США на покупку тысячи SDB, а в июне 2010 Нидерланды заключили контракт на закупку 603 бомб и оборудование для их обслуживания на сумму 44 миллиона долларов.
Для ВВС США в 2011 г. закуплено 2785 бомб на сумму более 100 млн долл., в 2012 г. — 100 бомб на сумму 20 млн долл., в 2013 г. — 144 на сумму 42 млн долл.

## Тактико-технические характеристики
- Калибр (масса) — 130 кг.
- Максимальная дальность поражения — 110 км (при сходе с подвески на высоте около 10 км)[5][6].
- Точность попадания — 5…8 метров (до 1 метра для модификации SDB II).
- Система наведения — инерциальная, спутниковая (в версии SDB II также инфракрасная и активная радарная).
- Объект поражения — с точно известными координатами (в версии SDB II также мобильные цели).

## В культуре
GBU-39 присутствует в компьютерной игре ArmA 3 под названием «Small Diameter Bomb» (в русском переводе — «Малоразмерная авиабомба»), имея лазерную и инфракрасную системы наведения. Скорее всего, в игре представлена версия SDB II, поскольку возможно поражение бомбами движущихся целей, таких как автомобили и бронетехника.
Так же данные боеприпасы присутствуют в симуляторе Falcon BMS, модификации для игры Falcon 4.0 .
В ноябре 2024 года в бесплатный многопользовательский экшен War Thunder была добавлена модификация GBU-39/B (SDB 1).